# Шведски очила
Шведските очила са класически и популярен тип очила за плуване, носени от много състезателни плувци. Оригиналните шведски очила са произведени от шведската компания Malmsten AB и са проектирани за първи път през 1970-те години. Шведските очила са широко достъпни и повлияват на много други дизайни на очила. Малмстен твърди, че шведските очила са „вероятно най-копираните в света очила за плуване“.
Шведските очила се отличават с липсата на уплътнение около чашките за очи, както се среща при повечето други очила. Те се предлагат в различни цветове, включително черен, син, зелен, червен, кехлибарен, розов, сребрист метален, бронзов металик или прозрачни. Шведските очила са с относително ниска цена, като струват около $5 на дребно, а металните очила струват около $15.